# NGC 400
NGC 400 (ook wel GC 5153) is een ster in het sterrenbeeld Vissen.
NGC 400 werd op 30 december 1866 ontdekt door de Ierse astronoom Robert Stawell Ball.